# Laura Thermes
Laura Thermes (Roma, 1 de diciembre de 1943) es una arquitecta italiana. Estudió su ciudad natal en la Universidad de Roma La Sapienza donde se licenció en 1971.
Su colaboración en 1966 con Franco Purini en un proyecto urbano, no ejecutado, para la orilla del río Tíber, Roma, condujo a una larga asociación entre los dos.
Laura Thermes ha dado clase en la Facultad de arquitectura de la Universidad de Roma y entre 1989 y 2014 fue profesora de Composición Arquitectónica en la facultad de arquitectura de la Universidad de Regio Calabria. Entre 1985 y 1986, presentó la serie Kassler Lectures en la Universidad de Princeton. En la facultad de arquitectura de la Universidad de Regio Calabria, desde 1999 a 2005 fue directora del Departamento de arte, ciencia y técnica de la construcción y desde 1999 hasta la actualidad, coordinadora del Doctorado en Diseño Arquitectónico y Urbano, El proyecto de la ciudad existente y la ciudad del sur instituido por ella misma, así como directora científica del Laboratorios Internacionales de Arquitectura (LidA) que se celebra cada año en un centro urbano meridional en estrecha relación con la administración local. Además ha impartido clases y conferencias como profesora visitante en Europa, Estados Unidos, Perú, Argentina y Mozambique. Desde 2009, es académica de la Academia de San Lucas.
El 12 de diciembre de 2014, la Universidad de Regio Calabria, rinde homenaje a su trayectoria académica impartiendo su última clase magistral y con la inauguración de la exposición 110 su 110 Archidettati Capitelli, que pudo visitarse hasta el 30 de diciembre de ese año. La exposición reúne obras que arquitectos y artistas han querido mostrar con el fin de rendir homenaje su larga carrera universitaria, que durante más de tres décadas ha llevado a cabo su labor docente en esa universidad.

## Obra
Entre su producción arquitectónica, destaca la obra realizada en Gibellina, ciudad reconstruida después del fuerte terremoto del Belice en 1968. Bajo la idea del alcalde Ludovico Corrao se decidió «humanizar» el territorio llamando a trabajar en Gibellina a diversos artistas de fama mundial (Pietro Consagra, Alberto Burri) y a varios arquitectos italianos de reconocido prestigio para construir tanto edificios como espacios urbanos. Desde 1980, Thermes proyectó y construyó en Gibellina (junto a Franco Purini) la Casa del farmacéutico (1980), Cinco plazas encadenadas (1982), casas particulares (1982, 1986), casa Pirrello (1994). Esta obra ha sido ampliamente publicada, siendo un icono de la tendencia arquitectónica del momento.
Además, junto a Franco Purini, ha desarrollado muchas más obras y proyectos -entre ellas la torre Eurosky en Roma– e individualmente es la autora de algunas obras construidas en Calabria, en Umbría y Toscana, incluyendo un edificio multiusos en Gubbio, una casa en Capalbio y una guardería en Cardeto.

## Publicaciones
Sus escritos sobre el proyecto urbano han sido compilados en Scritti teorici. Tempi e spazi. La città e il suo progetto nell’età posturbana (2000) y en numerosos artículos y ensayos como Una biografia architettonica. Sette principi (2014); Tempo e paesaggio (2013); La composizione architettonica (2011); Il paesaggio nel XXI secolo (2011); Leggere un paesaggio (2009); Centri storici e città del futuro (2009); Un senso possibile della composizione (2008); Architettura e società. Una contraddizione vitale (2008).